# Osztróvszky József
Osztróvszky József (Szeged, 1818. január 12. – Budapest, 1899. április 22.) kúriai tanácselnök, országgyűlési képviselő, polgármester.

## Élete
A gimnáziumot Szegeden, a jogot Pozsonyban végezte. Az 1839-40. évi országgyűlés idején Somogyi Pozsony megyei aljegyző mellett jurátuskodott. Amikor 1840-ben letette az ügyvédi szigorlatot, szülővárosába költözött és ügyvédi irodát nyitott. Csakhamar vezérszerepet vitt a városban. Amikor Klauzál Gábor Szegedet meglátogatta, éjjeli zenével tisztelte meg a polgárság és Osztróvszky mondta az üdvözlő beszédet. Többekkel együtt megalkotta az első polgári casinót és a szegényápoló-intézetet. Ennek köszönhető, hogy Szegeden megszűnt a koldulás, de csak 1850-ig, amikor Bach báró megszüntette ezt a jótékony intézetet. 1848-ban a város első tanácsosának választották. Még ez évben a szegedi belváros és felsőváros képviselőnek választotta az országgyűlésre. A magyar kormány 1849 telén Szeged kerületére kormánybiztosnak nevezte ki. A világosi katasztrófa idején ő is a táborban volt. Kötélhalálra ítélték őt is, de ítéletét fogságra változtatták. 1855-ben kegyelmeztek meg neki és ekkor hazatért Szegedre. Az ügyvédségtől eltiltották. A trieszti biztosító társaság főügynöke lett, majd 1856-ban Pestre költözött és egyik megalapítója és felügyelője volt az első magyar biztosító társulatnak. Amikor az 1850-es évek végén tisztulni kezdett a politikai láthatár, ismét Szegeden telepedett meg és más név alatt ügyvédi irodát nyitott. Lelke volt a szegedi Deák-pártnak és 1861-ben megválasztotta a város polgármesterének. Neve elválaszthatatlanul összefügg Szeged történetével és fejlődésével. Amikor az alkotmányos közgyűléseket fölfüggesztették, leköszönt. Az alkotmányosság fölvirradása idején, amikor a bíróságokat szervezték, az igazságszolgáltatás szolgálatába lépett és fokonként fölvitte a kúriai tanácselnökségig. A másodosztályú vaskoronarend vitéze volt.
A Szegedi Hiradónak munkatársa volt.

## Munkái
- Az elemi biztosítás Magyarországon. Pest, 1858. (Ism. Vasárnapi Ujság. 16. sz. Németül: ford. Remellay Gusztáv. Pest, 1858.).
- Alkotmány-zsebkönyv magyar publicisták számára. Szeged, 1861.